# Michaił Riemizow
Michaił Pietrowicz Riemizow (ros. Михаил Петрович Ремизов, ur. 11 listopada 1891 we wsi Żychariewo w guberni smoleńskiej, zm. 2 grudnia 1983) – radziecki działacz partyjny.

## Życiorys
W 1914 wstąpił do SDPRR(b), w sierpniu 1914 został aresztowany, potem skazany na 8 lat więzienia w Szlisselburgu. 19 marca 1917 amnestionowany po rewolucji lutowej. W między marcem a kwietniem 1917 członek Rady Piotrogrodzkiej, od września 1917 do stycznia 1919 przewodniczący Komitetu Powiatowego SDPRR(b)/RKP(b) w Gżatsku (obecnie Gagarin), od lutego 1918 przewodniczący Komitetu Wykonawczego Rady Powiatowej w Gżatsku, od października 1918 do stycznia 1919 redaktor gazety "Izwiestija Gżatskogo Sowieta". Od 27 stycznia do 29 marca 1919 przewodniczący Komitetu Wykonawczego Smoleńskiej Rady Gubernialnej, od marca 1919 szef Wydziału Metalu i Przemysłu Mleczarskiego Smoleńskiego Gubernialnego Sownarchozu i kierownik Wydziału Inspekcji Partyjnej Smoleńskiego Gubernialnego Komitetu RKP(b). Słuchacz Moskiewskiego Miejskiego Uniwersytetu Ludowego im. Szaniawskiego, od stycznia do listopada 1920 sekretarz smoleńskiego gubernialnego komitetu RKP(b), od września do listopada 1920 p.o. sekretarza odpowiedzialnego smoleńskiego gubernialnego komitetu RKP(b) i kierownik wydziału tego komitetu. Od listopada 1920 do 29 stycznia 1921 sekretarz odpowiedzialny smoleńskiego gubernialnego komitetu RKP(b), od 1921 słuchacz fakultetu robotniczego, później studiował na Wydziale Mechanicznym Moskiewskiej Wyższej Szkoły Technicznej, a w latach 1925-1928 na Wydziale Ekonomicznym Instytutu Czerwonej Profesury. W latach 1928–1931 wykładowca ekonomii politycznej w Moskwie, od 1931 zastępca sekretarza i sekretarz Komisji Wykonawczej przy Radzie Komisarzy Ludowych ZSRR, w 1935 wykluczony z WKP(b), jednak uniknął represji - później był konstruktorem Moskiewskiego Metra. W latach 1941–1958 był pracownikiem Moskiewskiego Zakładu Produkcji Obrabiarek. ochowany na Cmentarzu Nowodziewiczym w Moskwie.